# Ryszard Wrzaskała
Ryszard Wrzaskała (ur. 1 marca 1932 w Żninie, zm. 16 czerwca 2018 w Surrey w Kanadzie) – polski kompozytor, dyrygent, pianista, autor tekstów piosenek, pedagog; od 1969 mieszkający na stałe w Kanadzie.

## Życiorys
Wczesne dzieciństwo i okres II wojny światowej spędził wraz z rodzicami i starszym bratem w Poznaniu.
W 1945 po zakończeniu wojny rodzina Wrzaskałów przeprowadziła się do Legnicy. W ostatniej klasie gimnazjum Ryszard Wrzaskała dyrygował chórem szkolnym, równocześnie prowadził też chór oraz orkiestrę Korpusu Bezpieczeństwa Wewnętrznego (KBW) w Legnicy. Po ukończeniu gimnazjum podjął pracę w miejscowej gazecie „Wolność” jako korektor-stylista i rozpoczął naukę w I Liceum Ogólnokształcącym w Legnicy, które ukończył w 1951 roku].
W latach 1950–1953 przerwał działalność artystyczną, by odbyć służbę wojskową. Po tym postanowił ją jednak kontynuować i w ciągu roku przygotował się do egzaminów wstępnych do Państwowej Wyższej Szkoły Muzycznej we Wrocławiu.
W 1959, na rok przed ukończeniem studiów, objął funkcję pierwszego dyrektora i dyrygenta Legnickiej Orkiestry Symfonicznej. Za jego namową wielu poznanych na studiach kolegów osiedliło się w Legnicy i podjęło pracę w orkiestrze oraz w legnickich szkołach muzycznych.
W 1960 otrzymał dyplom Państwowej Wyższej Szkoły Muzycznej we Wrocławiu. Prowadząc w Legnicy orkiestrę, zainicjował poranki symfoniczne dla młodzieży szkolnej i założył jazzowy kwartet muzyczny, dla którego napisał swoje pierwsze piosenki. W 1964 za utwór „Ty, tylko ty i ja” w wykonaniu Haliny Pinczer otrzymał główną nagrodę Polskiego Radia i Telewizji we Wrocławiu. Za namową Zbigniewa Cybulskiego wziął w Radiowej Giełdzie Piosenki w Warszawie, gdzie jego dwie kompozycje zostały zakupione do publicznych wykonań. Sukcesy te sprawiły, że przeniósł się do Warszawy, gdzie nadal komponował (m.in. piosenki do tekstów Wojciecha Młynarskiego, Aleksandry Barskiej i Zbigniewa Staweckiego), a także zajmował się aranżacją i dyrygenturą oraz nauczaniem muzyki. W 1966 Sława Przybylska zaśpiewała jego piosenkę „Powiedziała Mama”.
W roku 1967 objął stanowisko dyrektora artystycznego i dyrygenta Państwowego Zespołu Pieśni i Tańca Mazowsze, którego dyrektorem naczelnym była wówczas Mira Zimińska-Sygietyńska. Zespołem „Mazowsze” kierował w ciągu dwóch lat podczas występów zagranicznych w Australii, Austrii, Eqipcie, Włoszech, Libanie, Syrii i innych krajach.
W 1969 roku osiedlił się w Vancouver w Kolumbii Brytyjskiej w Kanadzie. Początkową utrzymywał się z grania w nocnych klubach oraz prowadzenia szkoleń wokalnych i aranżowania dla zespołów grających w Las Vegas. Udzielał także prywatnych lekcji gry na fortepianie i uczył muzyki w Vancouver School Board. Mieszkając w Kanadzie, stale komponował utwory zarówno klasyczne, jak i jazzowe czy rozrywkowe, które wkrótce zdobyły popularność. Tradycyjny koncert noworoczny w Vancouver w 1976 roku otworzyła jego kompozycją na fortepian i orkiestrę pt. „Stanley Park” w wykonaniu The Vancouver Symphony Orchestra pod batutą Kazuyoshiego Akiyamy. W 1979 roku skomponował „Centennial Suite” na zamówienie Delta Symphony Society z okazji obchodów Stulecia Delty, Richmond i Surrey.
Ryszard Wrzaskała zmarł w wieku 86 lat. Zgodnie z życzeniem kompozytora jego ciało zostało skremowane i pochowane na cmentarzu w Surrey. Ceremonia pogrzebowa odbyła się w Avalon Surrey Funeral Home 29 czerwca 2018 o 14:00.

## Dorobek kompozytorski
Napisał ponad 400 piosenek w języku angielskim i polskim, z których większość może być grana jako samodzielne utwory instrumentalne. Za swoje piosenki otrzymał ponad 30 wyróżnień na całym świecie, w tym dwa złote medale na holenderskim „Expo 2000 Song” dla piosenki „Żelazowa Wola” za najlepszą muzykę i za najlepszą aranżację. W 2002 roku za najlepszą kanadyjską piosenkę roku „Lonely Man” otrzymał złoty medal na tym samym festiwalu. W 1994 roku piosenka „You Are There For Me” reprezentowała Kanadę na 31. Międzynarodowym Festiwalu Piosenki w Sopocie.
Większość kompozycji znajduje się w katalogu dostępnym na stronie „Canadian Music Centre”.
Najpoważniejszym dziełem w dorobku kompozytorskim Ryszarda Wrzaskały jest musical „Soul Food”. Jest to częściowo oparta na faktach z życia kompozytora historia miłosna o dwóch muzykach – polskim dyrygencie i żydowskim pianiście, która rozpoczyna się w komunistycznej Polsce, a szczęśliwie kończy w Kanadzie.
W grudniu 2005 roku został zaproszony przez Teatr im.Modrzejewskiej w Legnicy do udziału w premierze spektaklu „Pomnik Wdzięczności”, opartego na utworach z jego musicalu, na który podpisał z teatrem dwuletnią umowę.
W 2006 roku Lana Hart zamierzała wyprodukować „Soul Food” w Firehall Theatre w Vancouver.
Przy okazji organizacji uroczystości pogrzebowych, z inicjatywy żony Elżbiety Kozar, powstał komitet honorowy „Musical-Wrzaskała”, który kontynuuje przygotowania do wystawienia w Kanadzie musicalu. Do jego produkcji jeszcze za życia Ryszarda Wrzaskały został upoważniony dr Rudy Różański z Capilano University.

## Nagrody i odznaczenia
Wyróżniony tytułem honorowego obywatela Legnicy, gdzie podczas jego wizyt odbywały koncerty poświęcone jego twórczości muzycznej oraz wieczory autorskie.
Od władz samorządowych w 1998 otrzymał medal Za zasługi dla Legnicy.
8 listopada 2015, w siedzibie Stowarzyszenia Polskich Kombatantów w Vancouver, podczas obchodów Narodowego Święta Niepodległości, konsul generalny RP w Vancouver Krzysztof Olendzki wręczył Ryszardowi Wrzaskale Złoty Krzyż Zasługi, przyznany postanowieniem Prezydenta Rzeczypospolitej Polskiej za wybitne osiągnięcia w popularyzowaniu polskiej kultury muzycznej.

## Ważniejsze koncerty w Kanadzie
- 23 kwietnia 2006 – Koncert „Gala Mistrza Muzyki Estradowej Ryszarda Wrzaskały” w James Ccowan Theatre Shadbolt Centre for The Arts w Burnaby z udziałem muzyków i piosenkarzy wielu kultur zorganizowany przez Stowarzyszenie Artystów i Przyjaciół Sztuk „Pod skrzydłami Pegaza”[13].
- 3 lutego 2007 – Koncert Sławy Przybylskiej przy akompaniamencie Ryszarda Wrzaskały[14][15].
- 13 stycznia 2008 w West Front w Vancouver duet Curtis Patterson (flet japoński) i Bruce Huebner (koto) wykonuje po raz pierwszy kompozycję „Geisha’s Song” napisaną z inspiracji Harry’ego Aoki, znanego japońsko-kanadyjskiego muzyka i przyjaciela kompozytora[16].
- 17 maja 2013 – Koncert Galowy z okazji 60 lat pracy artystycznej kompozytora w Magee Theatre z udziałem Vancouver Orchestra Club, Chóru i Big Bandu pod dyrekcją Toma Kuo oraz solistów: Terri Wu (fortepian), Larissa Divakova (sopran), Andre Belozeroff (tenor), John Paul Walden (tenor)
W programie znalazły się m.in.: Symfonia Nr. 1 in C major (Centennial Suite), koncert fortepianowy (Impromtu in Blue) oraz piosenki i utwory muzyczne, a m.in. „Mazurek-fantaza” i „Żelazowa Wola”[6]. Podczas tego koncertu otrzymał z rąk Konsula Generalnego RP w Vancouver Krzysztofa Czapli Odznakę Honorową „Zasłużony dla Kultury Polskiej”, przyznaną przez Ministra Kultury i Dziedzictwa Narodowego RP.[6]
- 26 maja 2013 w The Orpheum Annex w Vancouver zaspół „Erato Ensemble” (Alan Lopez, skrzypce; Stefan Hintersteininger, wiolonczela; Rita Attrot, fortepian) wykonuje kompozycję „Impromptu in Blue”, która powstała na cześć zmarłego przyjaciela Zbigniewa Cybulskiego, wielkiego aktora, a także mentora, który wywarł wpływ na jego życie[17].
- 4 maja 2014 roku – Koncert Jubileuszowy z okazji 70-lecia Kongresu Polonii Kanadyjskiej i 20-lecia „Gazety Informacyjnej”, podczas którego odebrał dyplom honorowy z rąk Teresy Berezowskiej – prezesa Kongresu Polonii Kanadyjskiej w uznaniu wybitnych zasług dla kanadyjskiej wspólnoty polonijnej[18].
- 13 lutego 2016 – Koncert Walentynkowy w Evergreen Theatre w Coquitlam. Jego utwory wykonali: John Paul Walden (tenor) chór Riverside (pod kierunkiem Glendy Ottens) Luda Gogolinski (wokalistka), Mark Bender (kontrabas) i Jonathan Reichard (perkusja).
- 26 sierpnia 2017 – Koncert „Beautiful and Free” z okazji 150. rocznicy powstania Kanady. Monica Sowiński (sopran) śpiewała utwory kompozytora w tym tytułową piosenkę koncertu, która była jedną z 15 oficjalnych piosenek obchodów 150-lecia Kanady[19].

## Nagrania na płytach CD
- 2002 – „One Woman Man”, 26 piosenek w wykonaniu kompozytora,
- 2005 – „20 Original Piano Pieces” muzyka instrumentalna w różnych stylach: od klasycznego po ragtime, pop, soul, jazz i blues (wraz z książką z zapisem nutowym na fortepian pod tym samym tytułem).
- 2015 – „Wczoraj, dziś i jutro”, 14 piosenek śpiewa John Paul Walden (nagranie w The Warehouse Studio w Gastown).